# Тодоровский, Валерий Петрович
Вале́рий Петро́вич Тодоро́вский (род. 8 мая 1962, Одесса, Украинская ССР) — советский и российский кинорежиссёр, сценарист, кинопродюсер, монтажёр и директор фильма.

## Биография
Родился 8 мая 1962 года в Одессе в семье кинорежиссёра Петра Ефимовича Тодоровского и продюсера Миры Григорьевны Тодоровской (урождённой Герман). В 1978 году снялся в фильме Ю. Я. Райзмана «Странная женщина» в роли сына главной героини.
В 1984 году окончил сценарный факультет ВГИКа (мастерская К. К. Парамоновой и И. К. Кузнецова).
С марта 2000 года занимал должность заместителя генерального директора телеканала «РТР» (позже — телеканала «Россия») по кинопроизводству, с 2003 года — советника генерального директора по кинотелепроектам. Перешёл на телеканал по приглашению его тогдашнего гендиректора Александра Акопова. В данном качестве работал руководителем Отдела кинопроизводства канала, курировал создание телесериалов, в частности, произведённых его фирмой «Рекун-ТВ». 
С октября 2001 года по май 2002 года также был ведущим ток-шоу «Панорама кино» на РТР. Покинул телеканал в конце 2007 года.
В 2005 году вместе с Леонидом Лебедевым и Вадимом Горяниновым основал кинокомпанию «Красная стрела».
В 2018—2025 годах был президентом российского фестиваля сериалов «Пилот».

## Общественная позиция
В декабре 2000 года в письме деятелей культуры президенту выступил против возвращения советского гимна.
В октябре 2008 года подписал открытое письмо-обращение в защиту и поддержку освобождения юриста нефтяной компании ЮКОС Светланы Бахминой.
3 февраля 2012 года был официально зарегистрирован как доверенное лицо кандидата в Президенты РФ Михаила Прохорова.
В 2018 году поддержал обращение Европейской киноакадемии в защиту заключённого в России украинского режиссёра Олега Сенцова.
Подписал открытое письмо КиноСоюза против военного вторжения на Украину.

## Личная жизнь
Первая жена — Наталья Токарева (род. 1965; дочь писательницы и сценариста Виктории Самойловны Токаревой). 
- Сын — Пётр Валерьевич Тодоровский (род. 1986), российский журналист, режиссёр, сценарист и продюсер[13].

- Дочь — Екатерина Тодоровская (род. 1995), окончила факультет иностранных языков МГУ[13].

Вторая жена — Евгения Брик (1981—2022), актриса. С 2008 года супруги постоянно проживали в США.
- Дочь — Зоя (род. 2009)[13].

## Фильмография

### Актёр
- 1977 — Странная женщина — Володя, сын Евгении
- 2005 — Бухта Филиппа — Андрей, руководитель стриптизёрш в ночном клубе «Галактика» (фильм № 4)
- 2013 — Оттепель — режиссёр

### Режиссёр
- 1990 — Катафалк
- 1991 — Любовь
- 1994 — Подмосковные вечера
- 1998 — Страна глухих
- 2002 — Любовник
- 2004 — Мой сводный брат Франкенштейн
- 2007 — Тиски
- 2008 — Стиляги
- 2013 — Оттепель
- 2017 — Большой
- 2018 — Одесса
- 2020 — Гипноз
- 2022 — Надвое

### Сценарист
- 1986 — Двойник (в соавторстве с Андрисом Колбергсом)[7]
- 1987 — Человек свиты
- 1988 — Лошадка, везущая хворосту воз (короткометражка)
- 1988 — Бич божий
- 1990 — Гамбринус
- 1990 — Морской волк
- 1991 — Отдушина
- 1991 — Любовь
- 1991 — Циники
- 1993 — Над тёмной водой
- 1998 — Страна глухих
- 2006 — Последний забой
- 2007 — Тиски
- 2008 — Стиляги (один из авторов либретто и автор идеи)
- 2013 — Оттепель (автор идеи)
- 2013 — Географ глобус пропил (в соавторстве с Александром Велединским и Рауфом Кубаевым)
- 2014 — Охотники за головами
- 2020 — Гипноз (совместно с Любовью Мульменко)
- 2022 — Надвое (идея; совместно с Всеволодом Бенигсенем)

### Продюсер
- 1991 — Кикс
- 1997 — Змеиный источник
- 1999 — 2000 — Каменская
- 1999 — Поклонник
- 2001 — Семейные тайны
- 2001 — Московские окна
- 2002 — Закон
- 2002 — Каменская 2
- 2002 — Дневник убийцы
- 2002 — Тартарен из Тараскона
- 2002 — Леди на день
- 2002 — Бригада
- 2002 — Тайга. Курс выживания
- 2003 — Каменская 3
- 2003 — Вокзал
- 2003 — Идиот
- 2003 — Лучший город Земли
- 2003 — Линии судьбы
- 2003 — Тёмная лошадка
- 2003 — Три цвета любви
- 2003 — Мужчины не плачут
- 2004 — Команда
- 2004 — Прощальное эхо
- 2004 — Человек-амфибия. Морской дьявол
- 2004 — Курсанты
- 2004 — Женщины в игре без правил
- 2004 — Небо и земля
- 2004 — Красная капелла
- 2004 — Сёстры
- 2005 — Мастер и Маргарита
- 2005 — Мужчины не плачут 2
- 2005 — Каменская 4
- 2005 — Счастливый
- 2005 — Бухта Филиппа
- 2005 — Охотники за иконами
- 2005 — Частный детектив
- 2005 — Призвание
- 2006 — Охота на пиранью
- 2006 — Последний забой
- 2006 — Поцелуй бабочки
- 2006 — Обратный отсчёт
- 2006 — Граф Монтенегро
- 2006 — Ваша честь
- 2007 — 7 кабинок
- 2007 — Стикс
- 2007 — Девять дней до весны
- 2007 — Вакцина
- 2007 — Комната с видом на огни
- 2007 — Я сыщик
- 2007 — Тиски
- 2007 — Шутка
- 2008 — Реальный папа
- 2008 — Качели
- 2008 — Сумасшедшая любовь
- 2008 — Побочный эффект
- 2008 — Каменская 5
- 2008 — Дорога, ведущая к счастью
- 2008 — Любовь как мотив
- 2008 — Жизнь взаймы
- 2008 — С. С. Д.
- 2008 — Стиляги (один из продюсеров)
- 2009 — Кислород
- 2009 — Детективное агентство «Иван да Марья»
- 2009 — Пикап: Съём без правил
- 2010 — Кандагар
- 2010 — Детям до 16…
- 2011 — Расплата за любовь
- 2012 — Любви целительная сила
- 2013 — Оттепель
- 2013 — Географ глобус пропил (один из продюсеров)
- 2014 — Поддубный
- 2014 — Ладога
- 2014 — Весёлые ребята;)
- 2017 — Оптимисты
- 2017 — Большой
- 2018 — Частица вселенной
- 2018 — Садовое кольцо
- 2018 — Одесса
- 2018 — Ворона (генеральный продюсер)
- 2019 — Оптимисты: Карибский сезон
- 2018 — Ваш репетитор
- 2020 — Гипноз
- 2020 — Бомба
- 2021 — Обитель (генеральный продюсер)
- 2021 — Дунай
- 2022 — Никто не узнает
- 2022 — Надвое (генеральный продюсер)
- 2022 — Бизон: Дело манекенщицы (генеральный продюсер)
- 2023 — Актрисы
- 2024 — Танго на осколках (генеральный продюсер)
- 2024 — Взрослые

### Монтажёр
- 1996 — Королева Марго

### Директор фильма
- 1991 — Любовь
- 1991 — Кикс

## Награды и номинации

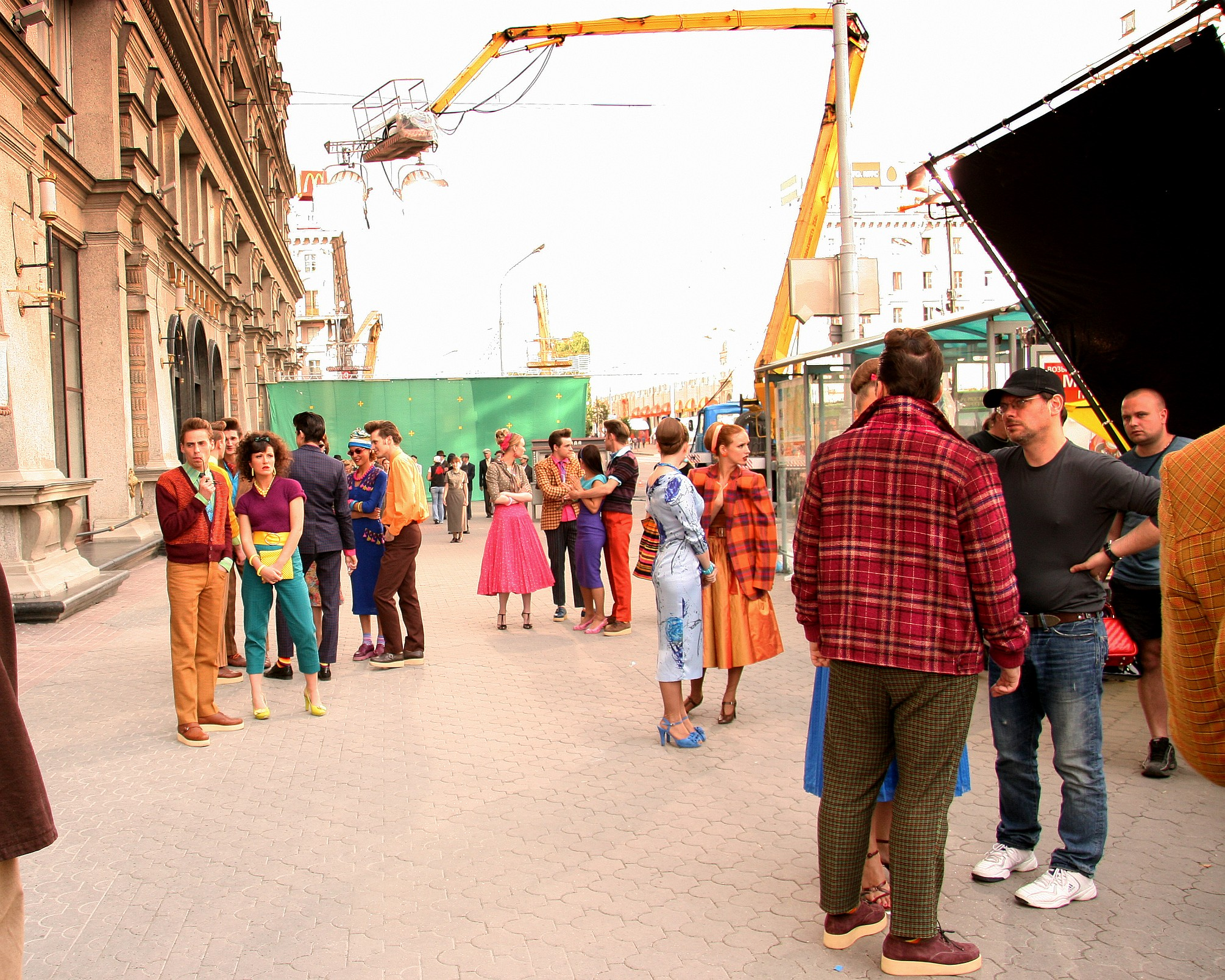
На съёмочной площадке фильма «Стиляги» (июнь 2007 года)

- 1990 — Спецприз прессы и приз кинофестиваля «Дебют-1990» в Москве — за фильм «Катафалк».
- 1991 — Гран-при Международного кинофестиваля в Мангейме — за фильм «Катафалк».
- 1992 — Приз за лучшую работу режиссёра с актёрами на кинофестивале «Созвездие» в Смоленске — за фильм «Любовь».
- 1992 — Приз Европейской Киноакадемии — за фильм «Любовь».
- 1992 — Приз Канского Международного Кинофестиваля — за фильм «Любовь».
- 1993 — Гран-При Кинофестиваля «Кинотавр» — за фильм «Любовь».
- 1994 — Премия «Зелёное яблоко» за лучший фильм года в Москве — за фильм «Подмосковные вечера».[7]
- 1994 — Приз кинопрессы «Фильм, определяющий киностиль года» в Москве — за фильм «Подмосковные вечера».[7]
- 1998 — Гран-при VI кинофестиваля «Виват, кино России!» в Санкт-Петербурге — за фильм «Страна глухих».[7]
- 1998 — Главный приз IV кинофорума «Серебряный гвоздь» в Сочи — за фильм «Страна глухих».[7]
- 1998 — Национальная премия кинокритики и кинопрессы «Золотой Овен»: Лучший фильм года — за фильм «Страна глухих».
- 2002 — Гран-При XIII Открытого Российского кинофестиваля «Кинотавр» — за фильм «Любовник».
- 2004 — Гран-При XV Открытого Российского кинофестиваля «Кинотавр» — за фильм «Мой сводный брат Франкенштейн».[7]
- 2004 — Приз гильдии киноведов и кинокритиков кинофестиваля «Кинотавр» — за фильм «Мой сводный брат Франкенштейн».[7]
- 2004 — Приз за лучший фильм российской программы XXVI Московского Международного кинофестиваля в Москве — за фильм «Мой сводный брат Франкенштейн».[7]
- 2004 — Приз Жюри Международной кинокритики ФИПРЕССИ на Международном кинофестивале в Карловых Варах — за фильм «Мой сводный брат Франкенштейн».[7]
- 2004 — «Золотой орёл» — премия в категории «Лучшая режиссёрская работа» и номинация на премию за лучший игровой фильм — за фильм «Мой сводный брат Франкенштейн».
- 2009 — «Золотой орёл» — премия в категории за лучший игровой фильм — за фильм «Стиляги».
- 2009 — Премия «Ника» за лучший игровой фильм — за фильм «Стиляги».
- Номинации на премию «Ника» в категориях «Лучшая режиссёрская работа» и «Лучший игровой фильм»:
  - 1995 — за фильм «Подмосковные вечера»,
  - 1999 — за фильм «Страна глухих»,
  - 2003 — за фильм «Любовник»,
  - 2009 — за фильм «Стиляги».
- 2013 — Специальный приз Совета Российской академии кинематографических искусств «Ника» «За творческие достижения в искусстве телевизионного кинематографа» за 2013 год — за телесериал «Оттепель».[15][16].
- 2015 — Премия «Золотой орёл» за лучший телевизионный сериал — за телесериал «Оттепель».
- 2015 — Премия Правительства Российской Федерации в области культуры за 2015 год — за создание телевизионного сериала «Оттепель».[17]
- 2018 — Медаль ордена «За заслуги перед Отечеством» I степени — за большой вклад в развитие отечественной культуры, искусства, средств массовой информации и многолетнюю плодотворную деятельность.[18]
- 2018 — приз Мэра Москвы «За создание образа Москвы в киноискусстве» (первое место) — за фильм «Большой».